# Saint-Nicolas-de-Redon

Localització de Saint-Nicolas-de-Redon

Saint-Nicolas-de-Redon (en bretó Sant-Nikolaz-an-Hent) és un municipi francès, situat a la regió de país del Loira, al departament de Loira Atlàntic, que històricament va formar part de la Bretanya. L'any 2006 tenia 2.935 habitants. Limita amb Avessac i Fégréac a Loira Atlàntic, Rieux i Saint-Jean-la-Poterie a Morbihan, Redon i Sainte-Marie a Ille i Vilaine

## Demografia
| 1962                                       | 1968  | 1975  | 1982  | 1990  | 1999  |
| ------------------------------------------ | ----- | ----- | ----- | ----- | ----- |
| 2.356                                      | 2.568 | 2.763 | 2.951 | 2.917 | 2.800 |
| Des de 1962: població sense dobles comptes |       |       |       |       |       |

## Administració
| Període   | Identitat          | Partit        |
| --------- | ------------------ | ------------- |
| 1977-1983 | Yves Joliff        |               |
| 1983-2001 | René Bouillot      | Divers droite |
| 2001-     | Jean-Louis Fougère | centredreta   |

## Galeria d'imatges

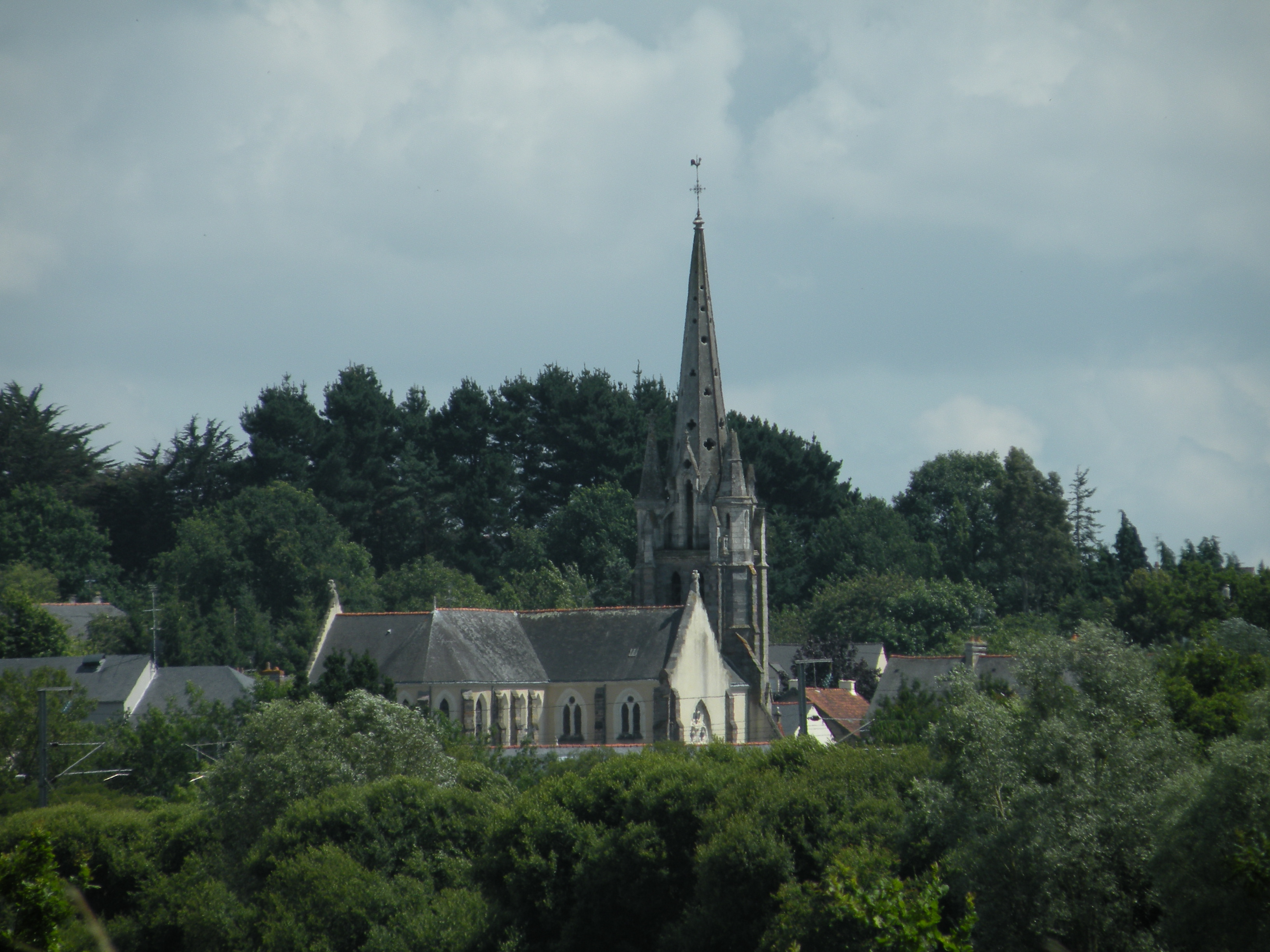
Església
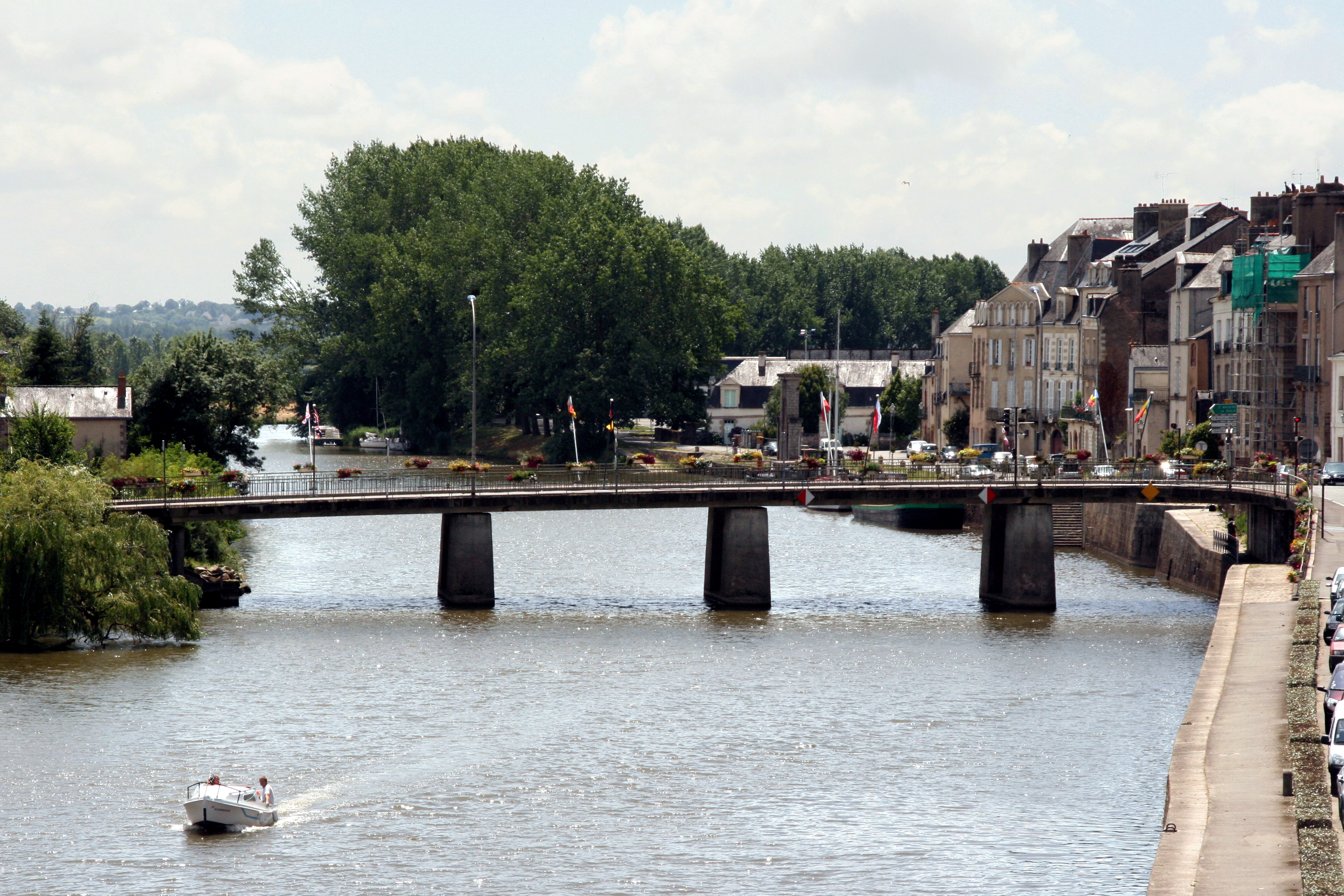
Pont sobre el Vilaine
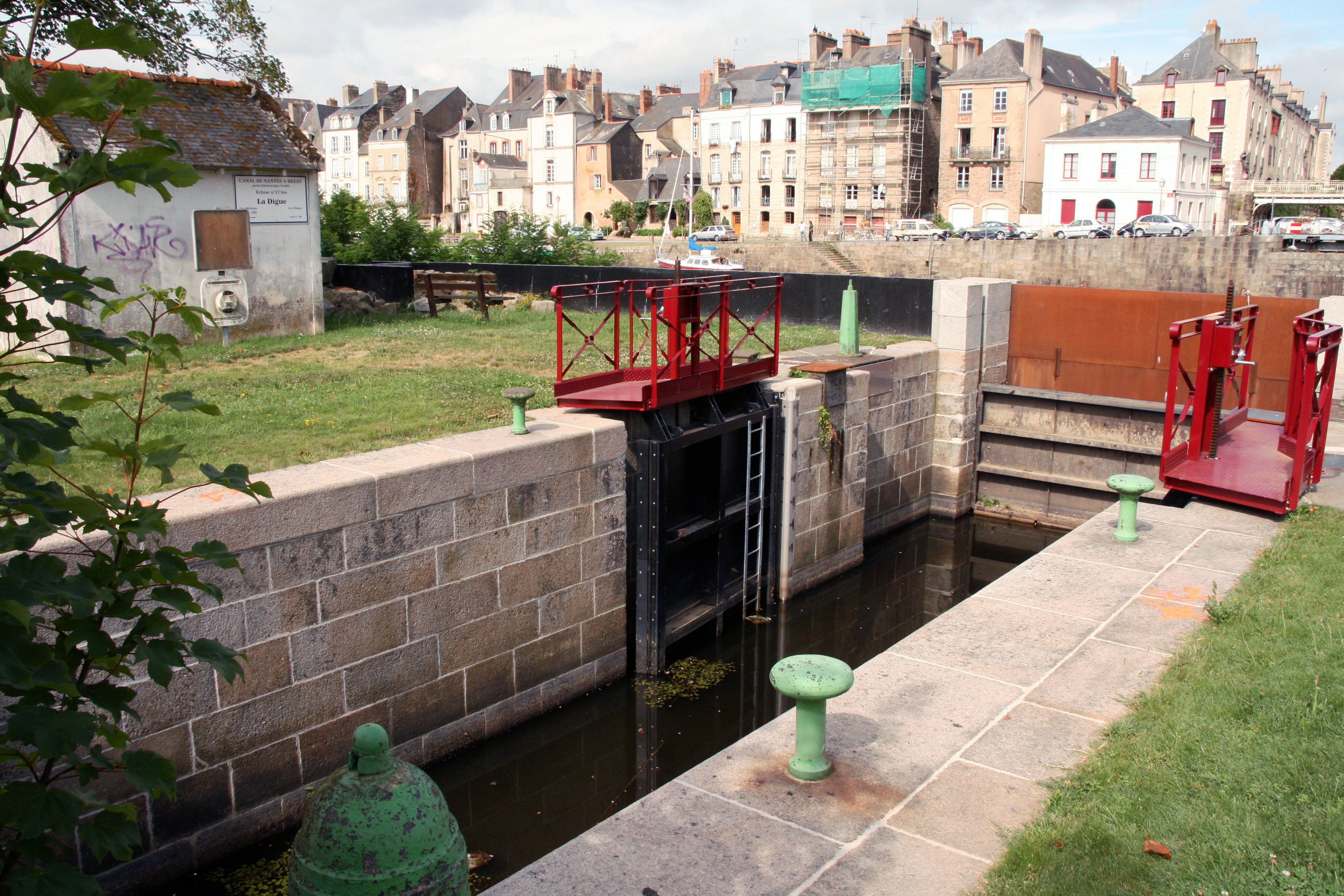
Esclusa del canal Nantes-Brest